# 立石海神社
立石海神社（たていしかいじんじゃ）は、奈良県吉野郡下市町に鎮座する神社である。

## 祭神
（主祭神）八大龍王　（石神）金山毘古命　（稲荷）椿大神

## 歴史
永禄8年卯月（1565年5月頃）下立石に龍王宮社として上棟され祀られた。神仏分離令を受け1874年（明治7年）8月19日に上立石の石神社（いしがみ）と合併遷座し今に至る。
海を名にしているがこれは廃仏毀釈の影響から仏神「八大龍王」を村に残すため神道系の水神「ワタツミ」「綿津見神」に言い換えたものであって、海とは直接かかわりなく『大和下市史』続編の編纂内容は誤りである。

## 伝承
立石の地は元々吉野山金峯山寺の影響を受ける山岳修験道に関係した地域で、山上ヶ岳に通ずる行者の抜け道であった。
洞川の龍泉寺（八大龍王）に代わり龍王宮社、吉野山奧千本の金峯神社（金山毘古命）に代わり石神社に立ち寄り山上を目指したと考えられる。この地で亡くなった修験者の墓石も山中に残されている。

### 八大龍王
下立石龍王宮社から遷座、当時の人々が仏神を後世に残すため知恵を絞り苦労したと伝えられている。

### 石神（金山毘古命）
神仏分離令で一村一社とされた頃、上立石から吉野山へ抜ける道中の谷に鎮座されていた御神体（丸石）が土砂崩れにより埋もれてしまった。山師の一人が石神信仰の衰退を危惧し八大龍王と合祀されることとなった。

### 椿大神（稲荷社）
稲荷さん、椿さんと呼ばれ本社神の眷属的な神とされているが、椿神自身も大神である。1998年（平成10年）9月の台風7号で稲荷社が大破、御神体が行方不明となったため、当時の宮総代（役員）らが「稲荷さんがおらんようになった」と勘違いし伏見稲荷大社から分祀した。このため現在稲荷社には椿大神と宇迦之御魂神（分身）の2柱が鎮座している。2020年（令和2年）には社殿内に宝寿が奉納された。

## 祭事
- 1月1日　　　元旦祭
- 3月中旬　　　初午
- 4月15日　　春季大祭　※現在行われていない
- 8月19日　　遷座祭　　※現在、少数氏子のみで執り行われている
- 9月9日　　　龍神祭　　※10月の秋季大祭となり現在行われていない
- 10月中旬　　秋季大祭　※10月15日に近い日曜日
- 11月23日　新嘗祭　　※天皇が即位した年は大嘗祭という

### 月参
毎月1日、15日

### 日参
龍王が水の神であることから、日の出とともに汲んだ湧水を奉献し手水岩の水を入れ替えるなど毎朝欠かさず行われている。　

## 備考
『大和下市史』続編について、立石海神社のことにも触れられているが1955年（昭和30年）代以降にブームとなった各地の市町村史同様に誤りが多く信憑性が低い。
特に明治の神仏分離令、廃仏毀釈が村人の口を閉ざしたことを全く考慮しておらず、正式な記録としてよいのかどうか検証が必要である。